# Wiesław Chrzanowski

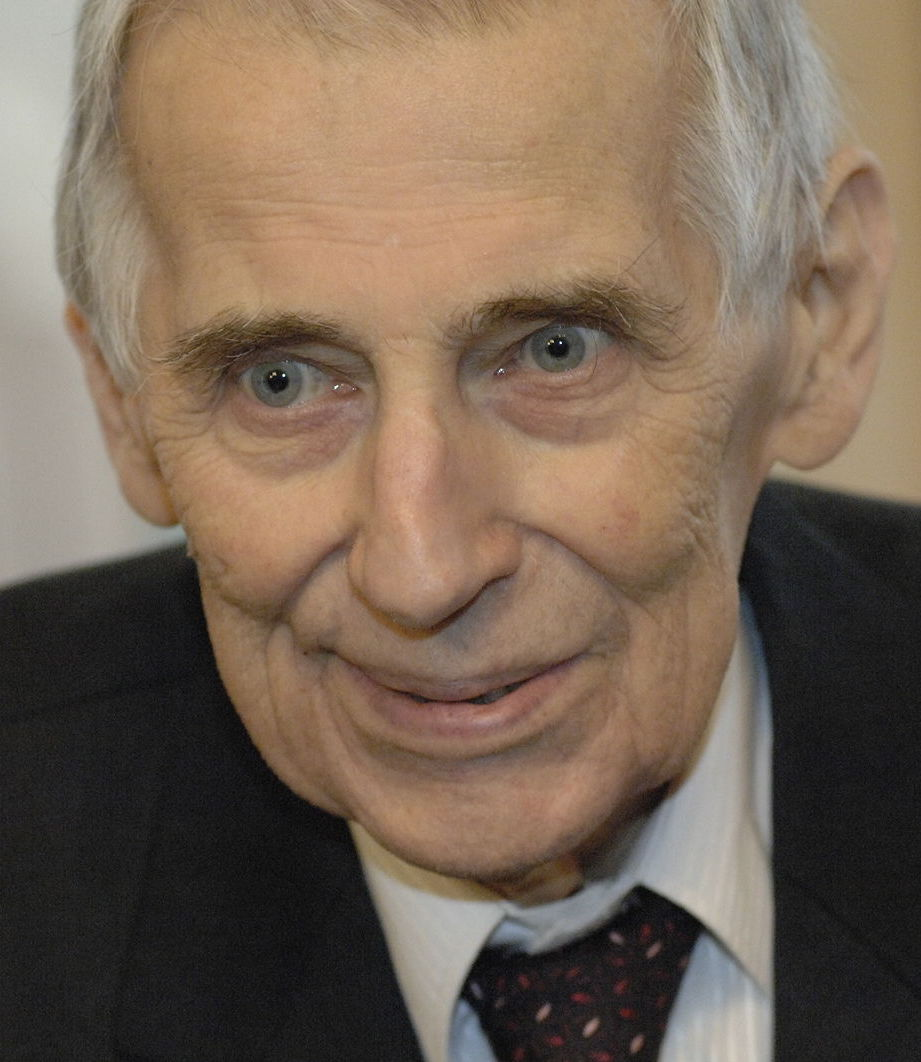
Wiesław Chrzanowski (2010)

Wiesław Marian Chrzanowski (* 20. Dezember 1923 in Warschau; † 29. April 2012 ebenda) war ein polnischer Rechtsanwalt und christlich-nationaler Politiker (ZChN, AWS). Von Januar bis Dezember 1991 war er Justizminister und Generalstaatsanwalt Polens. Von 1991 bis 1993 war er Sejmmarschall. Von 1997 bis 2001 gehörte er dem Senat der Republik Polen an.

## Leben und Beruf
Chrzanowskis gleichnamiger Vater Wiesław Chrzanowski sen. war im Jahre 1920 Industrie- und Handelsminister. Wiesław Chrzanowski jun. besuchte illegale Universitätskurse in Jura und nahm als Soldat der Polnischen Heimatarmee am Warschauer Aufstand teil. Nach dem Zusammenbruch des Aufstandes kam er in das Durchgangslager 121 Pruszków. Nach dem Krieg studierte er Jura an der Jagiellonen-Universität Krakau und erhielt bereits 1945 den Magisterabschluss. Er arbeitete ab 1956 als juristischer Beirat der Warschauer Wohnungsbaugenossenschaften. Gleichzeitig beriet er auch den Primas Poloniae Kardinal Stefan Wyszyński.
Chrzanowski wurde 1975 promoviert und habilitierte sich 1979. Trotz der 1960 erlangten Befähigung zum Richteramt wurde ihm als Systemgegner die Zulassung zum Rechtsanwaltsberuf bis 1981 verwehrt. Seit 1982 war er Dozent und seit 1987 Professor an der Katholischen Universität Lublin. Später lehrte er Zivilrecht an der 1993 gegründeten Uczelnia Łazarskiego in Warschau. Von 2005 bis 2010 war er Kuratoriumsmitglied des Ossolineums.
Nach seinem Tod wurde Chrzanowski im Beisein von Staatspräsident Bronisław Komorowski und Sejmmarschalilin Ewa Kopacz im Familiengrab auf dem Powązki-Friedhof in Warschau beigesetzt.

## Politik
Während des Zweiten Weltkrieges war Chrzanowski Mitglied der geheimen national gesinnten Partei Stronnictwo Narodowe und 1943 bis 1944 stellvertretender Vorsitzender des Studentenbundes Allpolnische Jugend für die Region Warschau. 1945 bis 1946 war er Mitglied der wiedergegründeten Stronnictwo Pracy, danach gründete er die Christliche Jugendvereinigung „Erneuerung“ (Chrześcijański Związek Młodzieży „Odnowa“). 1948 bis 1954 verbüßte er eine langjährige Freiheitsstrafe, die wegen seiner politischen Tätigkeit auf Anweisung der stalinistischen Regierung verhängt wurde. In der Tauwetter-Periode wurde er 1956 rehabilitiert. Seit 1980 war er Mitglied und juristischer Berater der Gewerkschaft Solidarność.
Wiesław Chrzanowski war Mitgründer sowie 1989 bis 1994 erster Parteivorsitzender der Zjednoczenie Chrześcijańsko-Narodowe (ZChN), für die er bei der ersten vollständig freien Parlamentswahl 1991 auf der Liste des Wahlbündnisses Wyborcza Akcja Katolicka in den Sejm gewählt wurde. Er war zwischen Januar und Dezember 1991 Justizminister und Generalstaatsanwalt im Kabinett Bielecki und stand von Dezember 1991 bis Oktober 1993 als Sejmmarschall dem Unterhaus des polnischen Parlaments vor. Bei der Parlamentswahl 1993 trat die ZChN im Rahmen des Wahlbündnisses Katolicki Komitet Wyborczy „Ojczyzna” an, das mit 6,4 % der gültigen Stimmen jedoch an der für Wahlbündnisse geltenden Sperrklausel von 8 % scheiterte. Somit schied er aus dem Parlament aus. Von der Wahl 1997 bis 2001 gehörte er für die Akcja Wyborcza Solidarność (AWS), an der sich die ZChN diesmal beteiligt hatte, dem Senat der Republik Polen an. Dort war er 2000/01 Vorsitzender des Sonderausschusses für Europäische Gesetzgebung. 2001 kandidierte er nicht erneut und schied aus dem Senat aus. Bei der Parlamentswahl 2011 unterstützte er die neugegründete Polska Jest Najważniejsza.
Auf der von Innenminister Antoni Macierewicz 1992 veröffentlichten Liste von angeblichen Mitarbeitern des polnischen Sicherheitsdienstes war sein Name verzeichnet. Das zuständige Gericht stellte jedoch 2000 rechtskräftig fest, dass Chrzanowski kein Agent des Sicherheitsdienstes gewesen ist.

## Ehrungen
1990 erhielt er von Exilpräsident Ryszard Kaczorowski das Komturkreuz und 1993 von Staatspräsident Lech Wałęsa das Großkreuz des Ordens Polonia Restituta. 2005 wurde ihm der Orden des Weißen Adlers verliehen. 2010 verlieh ihm Papst Benedikt XVI. den Gregoriusorden.